# Cafeteriaceae
Famille
Les Cafeteriaceae sont une famille d’algues chromistes de l'embranchement des Bigyra, de la classe des Bicosoecophyceae et de l’ordre des Caecitellales.

## Étymologie
Le nom de la famille vient du genre type Cafeteria. Ce nom aurait été créé après la découverte, par le biologiste danois Tom Fenchel d'une nouvelle espèce, Cafeteria roenbergensis (minuscule organisme eucaryote ― 5 à 10 μm — mangé par les protozoaires et les petits invertébrés), en référence à l'importance nutritive du genre dans le réseau trophique marin.

## Description
Les espèces du genre type Cafeteria sont des cellules incolores, nues, réniformes et légèrement aplaties, portant 2 flagelles inégaux, se fixant à un substrat par la pointe du flagelle lisse. Ce dernier est dirigé vers l'arrière et suit un sillon peu profond sur la surface ventrale des cellules, permettant la progression des cellules natatoires. Le flagelle poilu est dirigé vers l'avant, formant un arc chez les cellules sessiles. 
La zone cytostomiale (orifice buccal) est située à côté des flagelles. Les cellules se nourrissent de bactéries en suspension. Leur reproduction est inconnue à ce jour (avril 2011).

## Distribution
Les espèces du genre type Cafeteria sont principalement marine et largement distribuée, une espèce est également commune dans les eaux saumâtres.
D'après Alexandra Schönle « La « Cafeteria » est connue pour être l'une des espèces de nanoflagellés hétérotrophes les plus courantes et les plus importantes sur le plan écologique dans le plancton marin ».

## Liste des genres
Selon AlgaeBase (21 mai 2025) :
- Acronema Teal, T.Guillemette, M.Chapman & Margulis, 1998
- Anoeca Cavalier-Smith, 2006
- Cafeteria Fenchel & D.J.Patterson, 1988
- Discocelis Vørs, 1988
- Symbiomonas Guillou & Chrétiennot-Dinet, 1999

## Systématique
Le nom correct complet (avec auteur) de ce taxon est Cafeteriaceae Moestrup.